# Hans Wolfram Hockl
Hans Wolfram Hockl (n. 2 octombrie 1912, Lenauheim – d. 12 septembrie 1998, Linz, Austria ) a fost un șvab bănățean, scriitor de limba germană, originar din România.

## Viața
Între 1924-1931 a urmat Liceul Nikolaus Lenau din Timișoara, continuând în 1931-1935 la facultatea de educație fizică din București. După absolvire a profesat la Sighișoara (1935-36) ca educator, iar în perioada 1935-38 Hans Wolfram Hockl a fost profesor de sport la școala de învățători Banatia din Timișoara.
Din 1930 până în 1940 a fost numit șeful departamentului de educație fizică la Sibiu. În 1940 Hockl s-a întors la Timișoara, unde a fost din nou profesor de sport la școala de învățători Banatia (1940-1942). Între 1942 și 1945 a luptat pe front, în al Doilea Război Mondial și a căzut prizonier la americani, în 1945.
După eliberarea din prizonierat, s-a stabilit întâi la Gmunden (1945-46), apoi la Bad Ischl (1946-1948). Între 1948-1956 a trăit în Lager Haid lângă Linz, iar din 1956 în Hörsching în Oberösterreich. În 1991 s-a retras într-un cămin de bătrâni în orașul Traun, unde a murit în 1998. A fost înmormântat la Linz.
A lăsat o bogată moștenire literară, între care multe lucrări în dialectul șvabilor bănățeni.
Hans Wolfram Hockl este întemeietorul Societății Internaționale Lenau (Internationale Lenau-Gesellschaft), prin intermediul căreia, până la moartea sa, a decernat 20 de premii de debut unor tineri autori șvabi bănățeni.
După război, Hans Wolfram Hockl, s-a distanțat critic de bagatelizările și falsificările istorice practicate de concetățenii săi, implicați direct în politica național-socialistă.

## Scrieri
- Volkskundliche Spiele aus dem Banat. Temeschburg: Victoria-Buchdruckerei, 1941
- Wir Donauschwaben (= Heimat im Herzen), Salzburg, Akademischer Gemeinschaftsverlag 1950
- Brunnen tief und klar. Lyrik, München, Südostdt. Kulturwerk 1956
- Disteln rollen in das Meer. Gedichte, Wien, Europäischer Verlag 1957
- Mir ware jung un alles war denoh, Druckerei und Verlag Daniel Meininger Neustadt an der Weinstraße. 1957
- Schloss Cumberland, roman, München, Südostdt. Kulturwerk 1958
- Heimatbuch der Donauschwaben. Hrsg. vom Südostdeutschen Kulturwerk München. 1959.
- Ungewisse Wanderung. Von Krieg zu Krieg, von Mensch zu Mensch, Freilassing, Pannonia 1960
- Tudor und Maria. Eine Erzählung. Mit Illustr. von Josef de Ponte, Graz, Stuttgart, Stocker 1961
- Freunde in Amerika. Eine Vortragsreise zu den Donauschwaben in Amerika, Aalen, Heimatverlag 1964
- Die Schwachen, roman, Graz, Stuttgart, Stocker 1967
- Rumänien. Zweitausend Jahre zwischen Morgenland und Abendland. Photos Peter A. Kroenert, Freilassing, Pannonia 1968
- Deutsche Jugendbewegung im Südosten (Hans Wolfram Hockl, Gerhard Albrich, Hans Christ) Bielefeld, Gieseking Vlg., 1969.
- Unser liewes Banat. Mit Zeichnungen von Viktor Stürmer, Stuttgart, Landsmannschaft der Donauschwaben 1976
- In einer Tour mit Amor, Wien, Europäischer Verlag 1976
- Helft allen Schwachen! Appell an die Bürger der freien Welt. Vortrag, Stuttgart, Landsmannschaft 1977
- Memoiren zufriedener Menschen, St. Michael, Bläschke 1978
- Steh still, mein Christ, geh nicht vorbei. Roman, St. Michael, Bläschke 1980
- Offene Karten. Dokumente zur Geschichte der Deutschen in Rumänien 1930-1980, Selbstverlag 1980
- Kleine Kicker, grosse Klasse, Engelbert Verlag Balve, 1981, ISBN 3536015727
- Ewiger Zauber. Gedichte, St. Michael, Bläschke 1981
- Liebe auf Capri. Variationen von der Trauminsel, Köln, Hermansen 1981
- Schöne Häuser, wo Ruinen waren. Vierzehn Erzählungen, St. Michael, Bläschke 1981
- Regina unsere Mutter. Blüte und Frucht eines deutschen Stammes. Romantrilogie. Kolonisten. Flüchtlinge. Weltbürger., St.Michael: J.G.Bläschke, 1982
- Media in morte. Atominferno Deutschland ? Kantaten vor dem Abschied, St. Michael, Bläschke 1984
- Die Kaiserhexe. Ereignisse auf Burg Allerzeith. (Roman), Linz, Landesverlag 1986
- Deutscher als die Deutschen. Dokumentarische Studie über NS- Engagement und Widerstand rumäniendt. Politiker, Linz, Selbstverlag 1987
- Glühwürmchen über Deutschland und Österreich : Gedichte, öfters auch heiter, Frankfurt (Main) : R. G. Fischer, 1989.
- Steine für Mozart. Originelle Biographie (Gedichte) Loßburg, Edition L 1990
- Völkerfreundschaft : Unerhörtes in Grosseuropa Reihe III; Erlebnisberichte Bd. Vol. 1, Ippesheim : AGK-Verl., 1993.
- Völkerfreundschaft! Unerhörtes in Großeuropa, Ippesheim, AGK 1993
- Liebtreu in Sarajevo. Frauenwürde unter Barbarei, Dichtung aus Wahrheit, Hockenheim, Edition L 1994
- Sarah. Unerhörte Schicksale ; 1933 - 1945., Linz, Denkmayr, 1995. ISBN 3901123555
- Miteinander. Eine Familie in Krieg und Frieden, Linz, Denkmayr 1996
- Die Mundart von Lenauheim, Linz, Denkmayr 1997,. Mit Illustr. von Karin Graf
- Memoiren Zufriedener Menschen, SBN 3875619153 / 9783875619157 / 3-87561-915-3